# Scorpaenopsis gilchristi
Scorpaenopsis gilchristi is een straalvinnige vissensoort uit de familie van schorpioenvissen (Scorpaenidae). De wetenschappelijke naam van de soort is voor het eerst geldig gepubliceerd in 1957 door Smith.